# Laxismo
Laxismo, en sentido general, es la actitud y comportamiento moral poco responsable y poco atento al valor de las normas morales.
En sentido específico se llama laxismo a un sistema moral que amplía de manera indebida el probabilismo, sosteniendo que en caso de duda es lícito seguir una opinión que tenga solamente una probabilidad «tenue» o incluso «mínima» respecto a otra opinión favorable a la ley. Esta doctrina no se ha presentado nunca como sistema moral auténtico, pero ha habido algunos autores, sobre todo del siglo XVll (Antonio Escobar y Mendoza, Tomás Tamburini, Esteban Bauny, Juan Caramuel), que en sus casos de conciencia sostuvieron algunas soluciones clasificadas como laxistas y condenadas en parte como tales por el Magisterio de la Iglesia.
En la polémica entre rigoristas y jansenistas en especial, el término «laxismo» se convirtió casi en sinónimo de otros como probabilismo, casuismo o jesuitismo, términos todos ellos con los que se identificaba la moral de los jesuitas. En este contexto debe verse el rechazo de la «moral relachée» en las famosas Lettres provinciales (Cartas al provincial), de Blas Pascal.